# Saphir (Band)
Saphir war eine vierköpfige deutsche Mädchenband, die 2010 aus den Gewinnerinnen der Jahrgänge 2007–2010 des von KI.KA veranstalteten Casting- und Gesangswettbewerbs KI.KA LIVE Beste Stimme hervorgegangen ist. Die Band wurde in Erfurt (KI.KA Standort) gegründet und war bei der Plattenfirma Universal Music Domestic Pop (deutschsprachige Nachwuchskünstler) unter Vertrag.

## Geschichte
Am 6. Juli 2009, dem Finaltag des Wettbewerbs Beste Stimme 2009 traf die Siegerin Lea Sofia Nikiforow erstmals auf die Vorjahressiegerinnen Jennifer Haben (2007) und Kathrin Sicks (2008), die im Begleitprogramm ein Duett sangen (When you Believe). Die drei Sängerinnen fanden musikalische Gemeinsamkeiten und beschlossen wenig später eine Band zu gründen. Sie konnten den Produzenten Joe Chialo, der ursprünglich eine Single-Produktion mit Lea Sofia Nikiforow geplant hatte, von ihrem Vorhaben überzeugen. Den Gewinn des Wettbewerbs, einen Solo-Plattenvertrag, tauschte Nikiforow gegen die Gründung einer Band und Produktion eines Albums. Der Name der Band, Saphir, geht auf einen Vorschlag von Jennifer Haben zurück, die etwas „Wertvolles, Einzigartiges, Kostbares“ ausdrücken wollte, und der für „Vielfältigkeit und Einzigartigkeit“ steht. Seit Januar 2010 war das Trio im Abendprogramm von KI.KA LIVE zu sehen. Dem Management fehlte eine tiefere Stimme als Akzent in der Band und so sollte die Gewinnerin von Beste Stimme 2010 das vierte Mitglied der Band werden. Die 12-jährige Kandidatin Amely Sommer gewann am 15. April 2010 den Wettbewerb und wurde damit das vierte Mitglied von Saphir. Jennifer Haben beendete darauf ihr Mitwirken in der Band Speed.
Die Gründungsschritte und das Bandleben werden von KI.KA als Doku-Soap filmisch begleitet. Tom Bohne (Senior Vice President bei Universal Music) ermöglichte den Sängerinnen die Bandgründung. Er vermarktete bereits die Band Tokio Hotel.
Anfang des Jahres 2011 gab die Band zuerst auf Facebook, später auch auf ihrer Website in einem Brief an die Fans bekannt, dass sie sich 2011 auf ihre Soloprojekte konzentrieren wollen. Das heißt, dass die Band erstmal nicht mehr gemeinsam auftreten wird, damit wurde aber nicht das absolute Ende der Band verkündet.

## Musik
Saphir spielt deutschsprachigen Pop. Die Sängerinnen begleiten sich selbst mit Musikinstrumenten. Jennifer Haben spielt Klavier, Gitarre und Saxophon, Lea Sofia Nikiforow spielt Klavier und Gitarre, und Kathrin Sicks spielt Klavier. Amely Sommer spielt Keyboard und Bratsche und erlernt für die Band als neues Instrument Bass. Alle vier singen im Chor.
Die Debütsingle Orchester in mir (2008, Text: Jasmin Wagner, Musik: Maya Singh, Produktion: Frank Kretschmer, Tommy Remm, Bernd Wendlandt, Ingo Politz, Valicon Studios Berlin (Silbermond, Eisblume)), wurde am 16. April 2010 mit vier Versionen des Liedes, jeweils mit einer der vier Finalistinnen des Wettbewerbs Beste Stimme 2010 als Sängerin, veröffentlicht. Das Lied wurde 2008 bereits von Christina Stürmer interpretiert, erschien jedoch nicht als Single, sondern nur im Unplugged-Album Laut-Los. Die Single kam sowohl in Österreich als auch in Deutschland in die Charts und erreichte in den Bravo-Charts Platz 6. Das Lied erschien auch auf der CD The Dome Vol. 54. Katja Kuhl führte im Musikvideo zur Single Regie.
Das Debütalbum Saphir (28. Mai 2010, Polydor) wurde u. a. von Steve van Velvet, Jasmin Wagner (Blümchen), Maya Singh, Ingo Politz und Jay Khan geschrieben und produziert. Saphir nehmen zwar teilweise professionelle Songschreiber zu Hilfe, die Sängerinnen texten ihre Lieder jedoch auch selbst (Unsere Welt, Meine Stadt, November). Das Album wurde in Berlin produziert, wo die Sängerinnen für ihre Aufenthalte mediengerecht ein Loft bewohnen.
Die Band hatte ihren ersten großen Auftritt am 2. Juni 2010 beim Kinderfernsehfestival Prix Jeunesse International in München und am 23. Juni 2010 ihren ersten Auftritt bei einem großen Open-Air-Konzert, dem Mega Rock in die Ferien in Erfurt. Saphir begleitete, unterstützt von einem Schlagzeuger („Josh“), von Juli bis September die „KI.KA-SommerTour 2010“ in acht deutschen Städten.
Rezeption
Der Mediendienst teleschau bewertete das Album als „akzeptabel“ und schreibt: „Junge Mädchen machen Musik für junge Mädchen. Daran ist nichts Verwerfliches. Nur: Für alle anderen Altersgruppen bleibt das Debüt ein wenig farb- und belangloser Pop.“ Der Remscheider General-Anzeiger kommt zu dem Schluss: „Saphir könnte es einmal ganz nach oben schaffen.“ Bewegungsmelder.de (Verschiedene Stadtmagazine) schreibt: „nur vom "Jugendstatus" kann eine Band auf lange Sicht nicht leben. (…) aus den Vieren wird vielleicht wirklich etwas Großes.“ mp3.de kommt zu dem Fazit: „Schlussendlich wissen Mädchen in dem Alter noch nicht genau was sie wollen: Musikalisch und persönlich.“ Inforand.de bezeichnet die Band als „kleinen Hoffnungsschimmer für die deutsche Musikcastinglandschaft“ und vergleicht sie mit „Juli, Silbermond oder Christina Stürmer“.

## Mitglieder

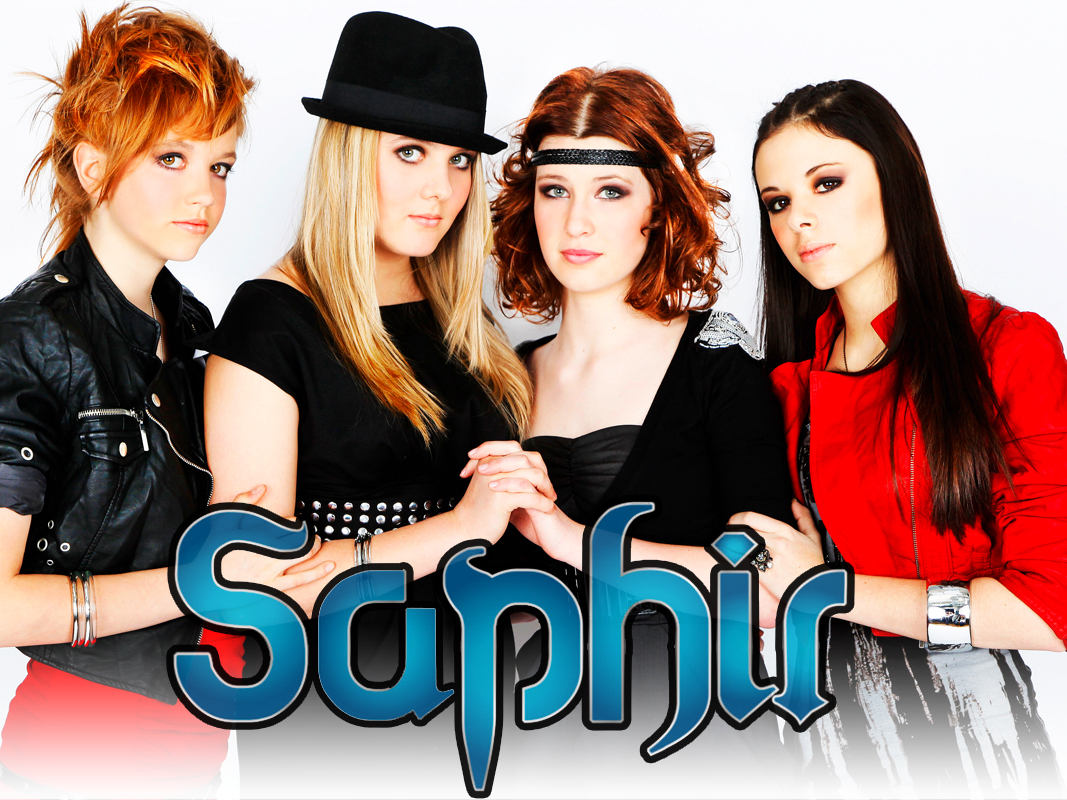
Die Sängerinnen im neuen Style 2010, in der Reihenfolge ihres Sieges beim Wettbewerb Beste Stimme, Amely (2010), Lea (2009), Kathrin (2008) und Jenny (2007). (Promotion-Wallpaper 2010, Universal)

Die Mitglieder der Band waren zum Zeitpunkt des Beitritts 14 (Jenny Haben), 13 (Kathrin Sicks), 15 (Lea Sofia Nikiforow) und zwölf (Amely Sommer) Jahre alt und Schülerinnen am Gymnasium. Jennifer Haben und Kathrin Sicks besuchten dieselbe Schule und denselben Kindergarten.
Jenny
Jennifer „Jenny“ Haben (* 16. Juli 1995, aus St. Wendel, Saarland). Seit ihrem sechsten Lebensjahr erhielt Jenny Klavier-, seit dem siebten Saxofon- und seit dem zwölften Gesangsunterricht. Gitarrespielen brachte sie sich selbst bei. Im vierten Schuljahr gründete Jennifer mit ihrem Bruder (Bass) die Schülerband „Speed“, die „jüngste Band im Saarland“. 2005 sandte Jennifers Vater ein Probevideo zum 10-jährigen Jubiläum des RTL-Spendenmarathons an RTL, worauf sie mit Alexander Klaws (DSDS) den Song „Ich will was tun für dich“ aufnahm (Album: Für Alle Kinder Dieser Welt). 2006 spielte sie Saxophon und sang ein Solo bei den heavytones Kids in der Fernsehsendung TV total. 2007 gewann sie mit elf Jahren den KI.KA-Wettbewerb Beste Stimme 2007 (Final-Titel: I Will Always Love You von Whitney Houston, 73,5 Prozent der Stimmen). Im gleichen Jahr sang sie mit Bach Tran die Titelmelodie der KI.KA-Sendung Platz für Helden und bestritt Live-Auftritte bei der „KI.KA-SommerTour 2007“. Mit ihrer Band Speed gewann sie 2008 ein Jugend-Band-Festival in St.Wendel und damit einen Gitarrenverstärker und einen Tag im Loopmatic-Music Tonstudio, wo sie ihren Song „Liebes Deutschland“ aufnahmen. 2009 gewann sie „Be a star – der Hannah Montana Gesangswettbewerb“, initiiert von Disney Channel und Super RTL, veröffentlichte die Single „Das Beste für Dich“ (Album: Disney Star Clique – Die Hits) und sang den Disney-Channel-Trailer „Mehr Sommer für alle“ (Summer of Stars).
Aktuell ist sie zudem Sängerin der Metalband Beyond the Black.
Lea
Lea Sofia Nikiforow (* 14. Januar 1995, aus Langgöns, Hessen, ihre Großeltern stammten aus Kirgisistan). Lea stand bereits mit 4 Jahren zum ersten Mal auf der Bühne und erhält seit 2007 an der Schauspielschule Academy of Stage Arts in Oberursel/Taunus Teilzeitunterricht in Gesang, Schauspiel, Tanz und Musicalensemble. Ebenfalls 2007 sang sie in einem christlichen Jugendchor in einem Musical über das Leben des Missionars Hudson Taylor die Rolle der Tochter Gracy Taylor. 2008 gewann sie beim Hessentag einen Gesangswettbewerb. Im April 2009 gewann sie mit ihrer Schwester in der Gruppe „Roxy“ den Performance-Pokal bei einem Bandwettbewerb für Jugendliche in Butzbach. Am 9. Juli gewann sie mit vierzehn Jahren den KI.KA-Wettbewerb Beste Stimme 2009. (Erstmals traten drei verschiedene Kategorien – Bands, Sängerinnen und Sänger – gegeneinander an. Lea setzte sich im Vorfinale der Sängerinnen durch, dann im Finale aller Kategorien mit 49,8 Prozent der Stimmen. Finaltitel: Das Beste von Silbermond, von allen drei Finalisten gemeinsam gesungen Teenage Dirtbag von Wheatus und mit Ria von Eisblume Engel.) Am 11. Juli wurde sie bei einem Poetry-Slam-Wettbewerb in Frankfurt Osthafen Sommer Slam Champion und qualifizierte sich im gleichen Jahr zur Endrunde der besten zwölf „Slammer“ bei der 1. Hessischen Poetry Slam Meisterschaft (U20) in Marburg.
Kathrin
Kathrin Sicks (* 3. August 1996, aus St. Wendel, Saarland). Kathrin hatte ihre ersten Auftritte bei Familienfesten, erhielt seitdem gemeinsam mit ihrer Schwester Gesangsunterricht, sang im örtlichen Kinderchor Goldkehlchen und trat mit ihrer Schwester auf größeren Veranstaltungen auf. 2008 gewann sie mit elf Jahren den KI.KA Wettbewerb Beste Stimme 2008 (Finaltitel: Because of you von Kelly Clarkson, 49,3 Prozent der Stimmen). Nach ihrem Sieg veröffentlichte sie die Single „Wunder“ (Text und Musik Lukas Hilbert) Werbetrailer der Fernsehsendung Welt der Wunder, und bestritt Live-Auftritte bei der „KI.KA-SommerTour 2008“. Fady Maalouf textete eine französische Version des Songs für sie. Kathrins damaliger Manager Volker Neumüller (313 Music) hatte eine CD geplant, in der sie ein Duett mit ihrer Schwester singen sollte.
Amy
Amely „Amy“ Sommer (* 24. Mai 1997 aus Plauen, Sachsen), Amely ist seit ihrem dritten Lebensjahr auf einer Musikschule und bekommt seit 2008 Gesangsunterricht. 2010 gewann sie mit zwölf Jahren den KI.KA Wettbewerb Beste Stimme 2010 (Final-Titel: Butterfly fly away von Miley Cyrus, mit der Band Saphir einen Ausschnitt aus Orchester in mir und mit Ria von Eisblume Irgendwie, irgendwo, irgendwann von Nena).

## Diskografie

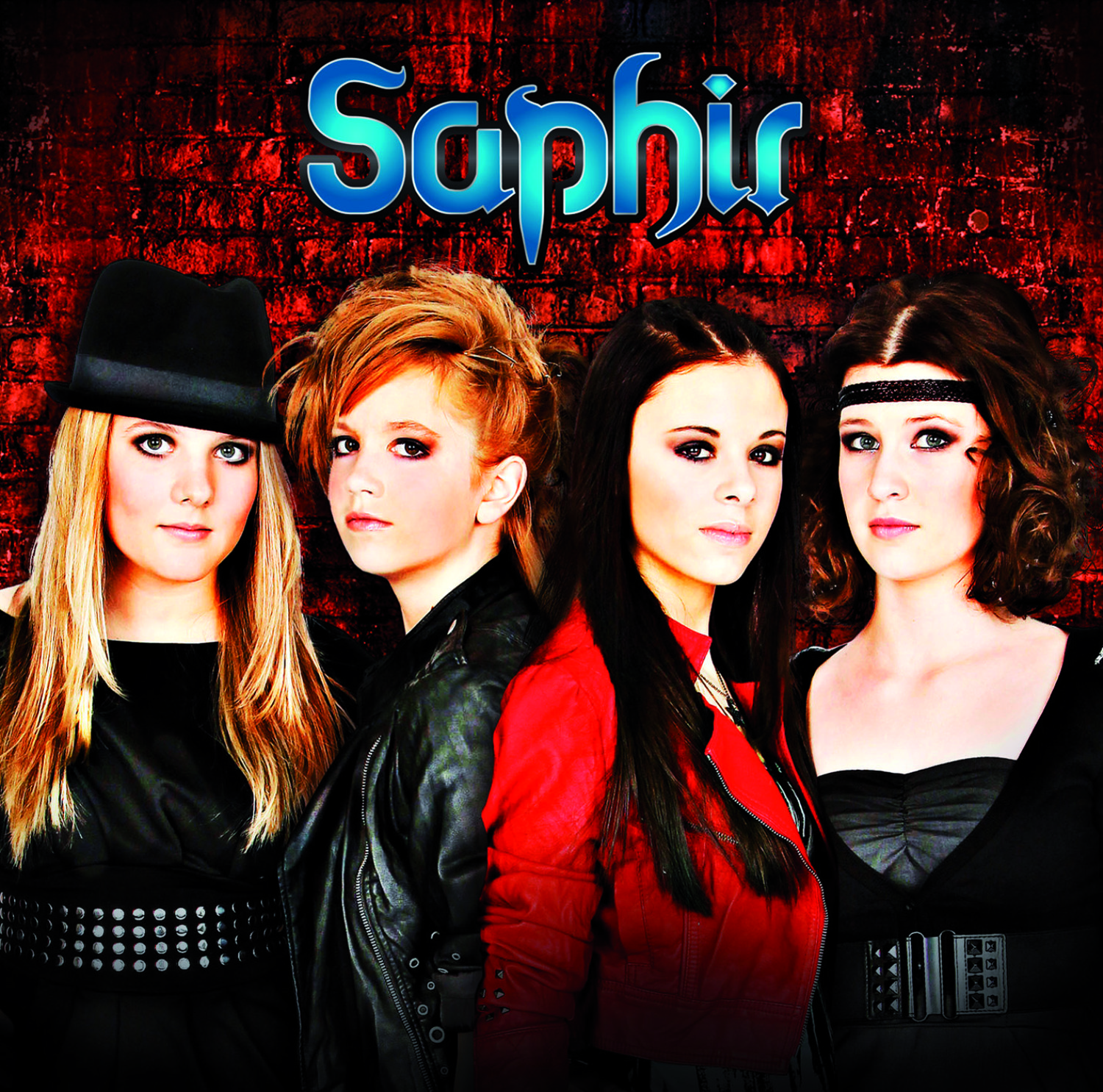
Cover des Albums Saphir

- 16. April 2010: Orchester in mir (Single)
- 28. Mai 2010: Saphir (Album)